# 15 Dywizja Grenadierów Pancernych
15 Dywizja Grenadierów Pancernych (niem. 15. Panzergrenadier Division) – niemiecka dywizja grenadierów pancernych z okresu II wojny światowej.

## Historia

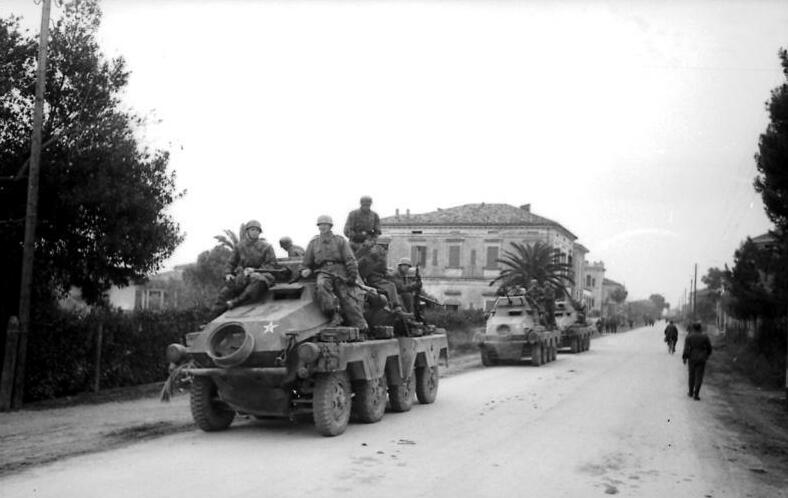
Oddział rozpoznawczy 15 Dywizji Grenadierów Pancernych we Włoszech (1943)

Dywizja została zorganizowana w lipcu 1943 na Sycylii z pozostałości 15 Dywizji Pancernej zniszczonej w Afryce Północnej oraz improwizowanej Dywizji Grenadierów Pancernych Sizilien.
Po lądowaniu aliantów na Sycylii dywizja została włączona w skład XIV Korpusu Pancernego. Wzięła udział w walkach przeciwko Amerykanom pod Licata. Mimo silnego oporu Niemców, pod koniec lipca Brytyjczycy zbliżyli się do Adrono, grożąc odcięciem dywizji w Troina. 11 sierpnia dywizja została ewakuowana na kontynent.
We wrześniu 1943 brytyjska 8 Armia wylądowała na południu Włoch i zaczęła umacnianie swoich przyczółków. 12 września dywizja wzięła udział w silnym kontrataku, który jednak nie powiódł się i siły niemieckie wycofały się na Linię Gustawa. W 1944 roku została rozmieszczona na południe od Monte Cassino nad rzeką Rapido. Pomimo zaciętej obrony przed siłami amerykańskimi i francuskimi dywizja poniosła duże straty, lecz zdołała się wycofać. W maju dywizję wycofano w celu wypoczynku i uzupełnieniu stanów do Toskanii.
W sierpniu 1944 roku dywizję rzucono przez południową Francję na front zachodni. Prowadząc walki odwrotowe, z powodzeniem udało jej się przedostać do Lotaryngii, gdzie przydzielono ją do LXVI Korpusu Armijnego. W październiku podporządkowano ją LVIII Korpusowi Armijnemu, który brał udział w obronie Saarlandu.
W grudniu 1944 dywizja wzięła udział w ofensywie w Ardenach. Po klęsce operacji na początku 1945 walczyła nadal w północnej Holandii i Emslandzie. Skapitulowała przed Brytyjczykami w Wesermünde w kwietniu 1945.

## Dowódcy dywizji
- gen. por. Eberhard Rodt (1943)
- gen. por. Ernst-Günther Baade (1943)
- gen. por. Eberhard Rodt (1943-1944)
- płk  Karl-Theodor Simon (1944)
- gen. mjr Hans-Joachim Deckert (1944–1945)
- płk Wolfgang Maucke (1945)

## Skład dywizji
- 104 pułk grenadierów pancernych
- 115 pułk grenadierów pancernych
- 115 pancerny batalion rozpoznawczy
- 33 pułk artylerii
- 115 pułk grenadierów pancernych
- 33 batalion niszczycieli czołgów
- 33 batalion pionierów
- 315 batalion przeciwlotniczy
- 999 kompania łączności